# Безерра дос Сантос, Джалма
Джалма Безерра дос Сантос (порт.-браз. Djalma Bezerra dos Santos; 19 декабря 1918, Ресифи — 3 марта 1954, Рио-де-Жанейро) — бразильский футболист, нападающий.

## Карьера
Джалма начал карьеру в клубе «Спорт Ресифи». Он дебютировал в первой команде в матче чемпионата штата Пернамбуку с клубом «Санта-Круз», в котором забил гол, а матч завершился вничью 1:1. В тот же год в команду пришёл молодой нападающий Адемир. Через год два эти игроки отпраздновали победу в чемпионате штата, в розыгрыше которого Джалма забил 10 голов. Форвард побеждал в этом чемпионате ещё трижды, в 1941, 1942 и 1943 году. За «Спорт» футболист забил 44 гола, из которых 31 в чемпионате штата. В конце следующего года он перешёл в клуб «Васко да Гама», куда за два года да этого перешёл Адемир. Футболист выиграл с клубом два чемпионата штата Рио-де-Жанейро и Клубный чемпионат Южной Америки. В 1949 году Джалма перешёл в клуб «Бангу», дебютировав 31 марта во встрече с «Фламенго» (2:2). В этом же сезоне он стал твёрдым игроком основы, проведя наибольшее число матчей — 20, и забил 5 голов. В 1951 году футболист помог клубу разделить первое и второе место в чемпионате Рио вместе с «Флуминенсе»; но в двух дополнительных матчах победа досталась «Флу». За клуб игрок провёл 101 матч и забил 9 голов. Последний матч за клуб футболист провёл 16 января 1954 года против «Америки» (2:1).
В 1954 году Джалма погиб во время карнавала: во время одного из танцев, мужчина наступил ему на ногу. Футболист подумал, что тот сделал это специально. Возникла драка, в которой против него и его друга было 20 человек, в результате чего форвард получил черепно-мозговую травму и поехал в больницу. Через несколько часов он покинул её и продолжил празднование. В 10 вечера футболист вместе с сестрой Дулси и другом Ивоном Сантосом поехали к его сестре. Они не смогли открыть ключами свою дверь. Джалма пошёл к соседу и попытался перелезть с его балкона, находящегося на третьем этаже на балкон их квартиры на втором этаже. Но шнур оборвался, и Джалма упал на асфальт, ударившись головой о бордюр. Его отвезли в больницу, где он умер в 13:20 2 марта 1954 года.

## Международная статистика
| Матчи Джалмы за сборную Бразилии | Матчи Джалмы за сборную Бразилии | Матчи Джалмы за сборную Бразилии | Матчи Джалмы за сборную Бразилии | Матчи Джалмы за сборную Бразилии | Матчи Джалмы за сборную Бразилии | Матчи Джалмы за сборную Бразилии |
| -------------------------------- | -------------------------------- | -------------------------------- | -------------------------------- | -------------------------------- | -------------------------------- | -------------------------------- |
| №                                | Дата                             | Место проведения                 | Оппонент                         | Счёт                             | Голы                             | Турнир                           |
| 1                                | 28 февраля 1945                  | Сантьяго                         | Чили                             | 1:0                              | —                                | Чемпионат Южной Америки          |

## Достижения
- Чемпион штата Пернамбуку: 1938, 1941, 1942, 1943
- Победитель Клубного чемпионата Южной Америки: 1948
- Чемпион штата Рио-де-Жанейро: 1945, 1947